# Kim Kyong-hui
Kim Kyong-hui (tiếng Triều Tiên: 김경희, Hán Việt: Kim Khánh Huy, sinh ngày 30 tháng 5 năm 1946) là con gái của cựu lãnh đạo của Cộng hòa Dân chủ Nhân dân Triều Tiên, Kim Nhật Thành và người vợ đầu tiên của ông ta là Kim Jong-suk, em gái của cố lãnh đạo Triều Tiên Kim Jong-il và là cô ruột của nhà lãnh đạo Kim Jong-un. Là một thành viên quan trọng trong nhóm những cố vấn đáng tin cậy của anh trai Kim Jong-il, bà ta đã giữ chức vụ Giám đốc Ban Công nghiệp nhẹ của Triều Tiên kể từ năm 1988. Chồng của bà ta là Jang Sung-taek, người đã bị xử tử vào năm 2013 vì tội danh phản quốc và tham nhũng.

## Tiểu sử
Kim Kyong-hui sinh ra tại Bình Nhưỡng vào năm 1946, con cuối cùng của cuộc hôn nhân giữa Kim Nhật Thành và Kim Jong-suk. Sau một thời gian ngắn ở tỉnh Cát Lâm của nước Cộng hòa nhân dân Trung Hoa do chiến tranh Triều Tiên, Kim Kyong-hui trở về Bình Nhưỡng với anh trai của mình, Kim Jong-il. Cô được đưa vào Đại học Kim Nhật Thành trong năm 1963, nghiên cứu kinh tế chính trị. Ở đây cô đã gặp Jang Sung-taek, và tiếp tục hẹn hò với anh ta sau khi ông chuyển đến Wonsan, người ta cho rằng vì gia đình Kim phản đối mối quan hệ của họ, và cả hai cuối cùng đã kết hôn vào năm 1972. Cô theo học Trường đảng cao cấp Kim Nhật Thành năm 1966 và đã đi nghiên cứu tại Đại học Tổng hợp Moskva năm 1968.
Sự nghiệp chính trị Kim Kyong-hui là bắt đầu vào năm 1971 với chức vụ trong Hội những phụ nữ Dân chủ Triều Tiên, và năm 1975, bà đã được bổ nhiệm chức phó giám đốc Ban liên lạc quốc tế của Đảng Lao động Triều Tiên, được thăng lên chức phó giám đốc thứ nhất vào năm 1976. Đó là khoảng thời gian khi CHDCND Triều Tiên đã thiết lập quan hệ ngoại giao với một số nước tư bản, như Thái Lan và Singapore, cũng như tổ chức Liên Hợp Quốc, Kim Kyong-hui giám sát việc sắp đặt các nhân viên hội đủ tiêu chuẩn chuyên môn giao trong nhiệm kỳ của mình là phó giám đốc Ban Quốc tế.
Năm 1988, bà được thăng lên vị trí ủy viên Ban chấp hành trung ương Đảng Lao động Triều Tiên, giám đốc của Ban Công nghiệp nhẹ. Năm 1990, bà được bầu làm Phó hội nhân dân tối cao lần đầu tiên. Vai trò của bà là đặc biệt quan trọng là lãnh đạo Ban Chính sách kiểm tra kinh tế, sau đó một lần nữa Bộ Công nghiệp nhẹ trong thời kì "hành quân khổ nạn" sau cái chết của Kim Nhật Thành.

## Cước chú
1. ↑  Mansourov (2004), p. IV-17
2. ↑  Baird (2003), p. 114
3. ↑  "Kim Kyong Hui". North Korea Leadership Watch.